# Karl Ludwig Schmitthenner
Karl Ludwig Wilhelm Schmitthenner (* 30. September 1858 in Neckarbischofsheim; † 11. Juni 1932 in  Königsfeld) war ein badischer Theologe, Prälat und Hofdiakon.

## Leben
Ludwig Schmitthenner war der dritte Sohn von sechs erwachsen gewordenen Kindern des evangelischen Pfarrers Heinrich Schmitthenner (* 1818; † 1893) und der Mathilde Luise Schmitthenner geb. Herbst (* 1822; † 1894). Die Vorfahren der Familie Schmitthenner stammten ursprünglich aus Nürnberg. Die Familie brachte über mehrere Generationen evangelische Theologen und Pfarrer hervor. Ludwig Schmitthenners ältere Brüder waren die Theologen Christian Heinrich Schmitthenner und Adolf Schmitthenner.
Ludwig Schmitthenner besuchte in Heidelberg zunächst die Bürgerschule und dann von 1874 bis 1879 das Gymnasium. Im Wintersemester 1879/80 begann er an der Universität Erlangen mit dem Studium der Evangelischen Theologie, wechselte dann an die Universität Tübingen und beendete sein Studium im Wintersemester 1881/82 an der Universität Heidelberg mit einem Zeugnis des Evangelisch-Protestantischen Theologischen Seminars. In Tübingen wurde er Mitglied der Studentenverbindung Normannia. Am 22. Mai 1883 kam Ludwig Schmitthenner zu den Pfarrkandidaten und wurde noch im selben Jahr Vikar in Baden-Baden. Auf Studienreisen gelangte er im Auftrag der inneren Mission nach Norddeutschland und 1885 nach England. Danach trat er die Pastorationsstelle in Meersburg an und wechselte später auf die Stelle des Stadtvikars in der Mannheimer Vorstadt Neckargärten. Am 8. März 1887 kam er als Militärseelsorger zur 28. Division nach Rastatt. Am 8. März 1887 erfolgte seine Versetzung als Pfarrer zur 29. Division nach Freiburg. Von 1892 bis 1909 war Schmitthenner Pfarrer an der Christuskirche in Freiburg. Als erster Pfarrer dieser Kirche gelang es Schmitthenner, seinem Nachfolger Hugo Schwarz eine besonders lebendige Gemeinde zu übergeben. Schmitthenner begründete auch die badische Kindergottesdienstarbeit und war Leiter des Badischen Landesverbandes der evangelischen Kindergottesdienste und Sonntagsschulen.
Von 1909 bis zum Eintritt in den Ruhestand 1924 war Schmitthenner ordentliches Mitglied im Evangelischen Oberkirchenrat und Prälat der Badischen Landeskirche. Gleichzeitig war er auch Vorsitzender der Badischen Landesbibelgesellschaft und des Badischen Landesvereins für Innere Mission. Als Prälat der Badischen Landeskirche war er von 1909 bis 1918 zudem Mitglied der Ersten Kammer und somit Vertreter der Landeskirche in der Badischen Ständeversammlung. Seit dem 2. Juni 1911 führte Ludwig Schmitthenner die Amtsbezeichnung Vortragender Rat. Schmitthenner war Vorstand des Evangelischen Diakonissenhauses in Karlsruhe und Vorsitzender der Badischen Landesgruppe des Bundes alkoholenthaltsamer Pfarrer. Von 1917 bis 1918 war Ludwig Schmitthenner auch Hofdekan des Großherzogs Friedrich II.

## Familie
1887 heiratete Ludwig Schmitthenner die Fabrikdirektorentochter Luise Schrader aus Mannheim. Aus der Ehe gingen drei Söhne und zwei Töchter hervor. Ludwig Schmitthenner starb im Alter von 73 Jahren und wurde am 16. Juni 1932 in Freiburg bestattet.

## Ehrungen
- Neun Auszeichnungen in den Jahren von 1902 bis 1916, darunter der Rote Adlerorden II. Klasse, die Friedrich-Luisen-Medaille, die Jubiläumsmedaille, der Herzoglich Sachsen-Ernestinische Hausorden (Ritter I. Klasse) und das Fürstlich-Lippische Ehrenkreuz II. Klasse.
- 20. Juni 1915: Ehrendoktorwürde der Theologie (Dr. theol. h. c.), verliehen von der Universität Heidelberg

## Veröffentlichungen
- Drei köstliche Dinge. Ein Frühsommergruß von Prälat D. L[udwig] Schmitthenner-Karlsruhe, Ausgabe 4, Ev. Blättervereinigung f. Soldaten u. Kriegsgefangene Deutsche, 1917

## Nachlass
Ludwig Schmitthenners persönlicher Nachlass ging im Zweiten Weltkrieg bei einem Bombenangriff auf Karlsruhe verloren. Lediglich im Landeskirchlichen Archiv Karlsruhe befindet sich ein kleiner erhaltener Nachlass in Form von Briefen, die der Prälat Schmitthenner mit Großherzogin Luise von Baden, Königin Victoria von Schweden und dem großherzoglichen Paar Friedrich II. und Hilda zwischen 1909 und 1928 ausgetauscht hatte. Insbesondere der Briefwechsel mit Großherzogin Luise ist durch ein sehr enges Vertrauensverhältnis geprägt.